# Joseph Marie Levie
 Joseph Marie Levié , né le 13 septembre 1773 à Ajaccio (Corse), mort le 24 octobre 1812 à la Bataille de Maloyaroslavets (Russie), est un général français de la Révolution et de l’Empire.

## États de service
Il sert dans la Garde nationale d’Ajaccio de 1789 à 1792, et il participe activement à l’insurrection de la ville le 8 avril 1792. Le 22 avril suivant, il devient sous-lieutenant au 26e régiment d’infanterie, à l’armée d’Italie.
Le 19 juillet 1794, il est affecté à la 51e demi-brigade de ligne, et il est nommé lieutenant en septembre 1795. Le 11 juin 1797, il passe chef de bataillon au service de la République cisalpine, et à la réorganisation du 27 septembre 1801, il est chef de bataillon à la 4e demi-brigade cisalpine.
Lors de la campagne de Russie, il est colonel commandant le 3e régiment d’infanterie de ligne italien, faisant partie de la 15e division d’infanterie du 4e corps de la Grande Armée. Le 26 juillet 1812, il prend part au combat de Dibryka, puis il assiste à la bataille de Smolensk les 16 et 17 août 1812.
Il est promu général de brigade le 15 octobre 1812, et le 7 il combat à Borodino.
Il est tué à la Bataille de Maloyaroslavets le 24 octobre 1812.

## Sources
- Georges Six, Dictionnaire biographique des généraux & amiraux français de la Révolution et de l'Empire (1792-1814) Paris : Librairie G. Saffroy, 1934, 2 vol.
- Jacques Charavay, Les généraux morts pour la patrie 1792-1871, tome 2, Paris : Au siège de la Société, 1887, p. 107.
- Côte S.H.A.T.: 16 YD 164